# Saison 1 de Hemlock Grove
Chronologie
Saison 2
Cet article présente le guide des épisodes de la première saison de la série télévisée américaine Hemlock Grove.

## Synopsis
Dans les bois de la petite ville d'Hemlock Grove en Pennsylvanie, près de l'aciérie abandonnée de la société Godfrey, est retrouvé le corps mutilé et sans vie d'une jeune fille. Une chasse à l'homme s'ensuit mais une question demeure sur les lèvres des policiers : « Est-ce l'œuvre d'un homme ou d'un animal ? ». Ceux qui le savent préfèrent le garder secret.
Peter Rumancek, un jeune gitan cachant un sombre secret de famille, emménage dans la ville avec sa mère. Roman Godfrey est un garçon mystérieux, obsédé par le sang et héritier de la société de son père actuellement gérée par son horrible mère, Olivia Godfrey. Roman doit aussi faire face à de nombreux problèmes comme sa cousine, Letha, qui dit être tombée enceinte d'un ange ou encore aider sa petite sœur, Shelley, souffrant d'horribles difformités. Les deux garçons que tout oppose vont se rapprocher à la suite de ce meurtre, bien décidés à découvrir l'auteur du crime. Parallèlement, Olivia et son beau-frère Norman, tentent de cacher les étranges expériences scientifiques effectué par le Dr Johann Pryce au sein de la société Godfrey.

## Généralités
- Comme les autres productions originales de Netflix, tous les épisodes ont été mis en ligne simultanément le même jour.
- Aux États-Unis, la saison est disponible depuis le 19 avril 2013 sur Netflix.
- Au Canada et au Québec, elle est disponible depuis le 19 avril 2013 sur Netflix Canada.
- En France, elle est disponible depuis le 15 septembre 2014 sur Netflix France.
- En Belgique, en Suisse et au Luxembourg, elle est disponible depuis le 19 septembre 2014 sur le service Netflix respectif à chaque pays.

## Distribution

### Acteurs principaux
- Famke Janssen (V. F. : Juliette Degenne et V.Q. : Élise Bertrand) : Olivia Godfrey
- Bill Skarsgård (V. F. : Paolo Domingo et V.Q. : Nicholas Savard L'Herbier) : Roman Godfrey
- Landon Liboiron (V. F. : Alexandre Nguyen) : Peter Rumancek
- Dougray Scott (V. F. : Guillaume Orsat et V.Q. : François Sasseville) : Dr Norman Godfrey
- Penelope Mitchell (V. F. : Marie Tirmont) : Letha Godfrey
- Freya Tingley (V. F. : Cindy Lemineur) : Christina Wendall
- Tiio Horn (V. F. : Barbara Beretta) : Destiny Rumancek
- Joel de la Fuente (V. F. : Olivier Chauvel et V.Q. : Benoit Éthier) : Dr Johann Pryce

### Acteurs récurrents
- Lili Taylor (V. F. : Anne Dolan et V.Q. : Valérie Gagné) : Lynda Rumancek
- Nicole Boivin (V. F. : Lisa Caruso et V.Q. : Catherine Brunet) : Shelley Godfrey (Rôle interprété par une actrice différente dans les saisons suivantes)
- Kandyse McClure (V. F. : Fily Keita et V.Q. : Catherine Proulx-Lemay) : Dr Clémentine Chasseur
- Aaron Douglas (V. F. : Lionel Tua et V.Q. : Tristan Harvey) : Shérif Tom Sworn
- Laurie Fortier : Marie Godfrey
- Philip Craig : L'évêque
- Ted Dykstra (V. F. : Bernard Métraux et V.Q. : Frédéric Dasager) : Francis Pullman
- Eliana Jones (en) (V. F. : Sophie Froissard) : Alexa Sworn
- Emilia McCarthy (V. F. : Caroline Combes) : Alyssa Sworn
- Don Francks (VF : Michel Barbey / VQ : Jean-Luc Montminy) : Nicolae Rumancek
- Holly Deveaux : Jenny Fredericks
- Emily Piggford : Ashley Valentine

## Épisodes

### Épisode 1:La constellation de méduses
- États-Unis/ Canada/ Québec : 19 avril 2013 sur Netflix et Netflix Canada(saison entière)
- France : 15 septembre 2014 sur Netflix France (saison entière)
- Belgique/ Suisse/ Luxembourg : 19 septembre 2014 sur Netflix Belgique, Suisse et Luxembourg (saison entière)